# Biammothea brevipalpa
Biammothea brevipalpa là một loài nhện biển trong họ Ammotheidae. Chúng được miêu tả khoa học năm 1993 bởi Pushkin.